# Smile (utwór Katy Perry)
„Smile” – utwór muzyczny amerykańskiej piosenkarki i autorki tekstów Katy Perry z jej szóstego albumu studyjnego o takiej samej nazwie jak piosenka. Jest to popowy utwór napisany przez Katy Perry, Benny’ego Golsona, Starrah, Ferrasa, Anthony’ego Crissa, Kiera Gista, Vincenta Browna, Olivera Goldsteina i Josha Abrahama, a wyprodukowany przez dwóch ostatnich autorów tekstu oraz G Koopa. Kompozycja zawiera również sampel piosenki zespołu Naughty by Nature „Jamboree”. W piosence artystka śpiewa o tym jak bardzo jest wdzięczna za zmiany na lepsze w jej życiu.
Utwór został wydany 10 lipca 2020 roku, jako drugi singel promujący szósty album studyjny piosenkarki – Smile. 25 sierpnia oraz 2 września zostały wydane remiksy piosenki, w sierpniu Giorgia Morodera, a we wrześniu Joela Corry’ego. Na winylowej edycji albumu „Smile” zawiera dodatkowy wers amerykańskiego rapera Diddyego. Ta wersja piosenki wyciekła do sieci w maju 2020 roku. 14 lipca został opublikowany Performance Video piosenki, a dokładnie miesiąc później został opublikowany oficjalny teledysk piosenki, w którym piosenkarka gra w grę wideo na konsoli.

## Geneza i kompozycja
„Smile” zostało napisane w późnym 2018 roku przez Katy Perry, Benny’ego Golsona, Starrah, Ferrasa, Anthony’ego Crissa, Kiera Gista, Vincenta Browna, Olivera Goldsteina i Josha Abrahama, a wyprodukowany przez dwóch ostatnich autorów tekstu oraz G Koopa. Mówiąc o kompozycji, piosenkarka powiedziała „Napisałam tę piosenkę kiedy przechodziłam przez jeden z najczarniejszych okresów w moim życiu. Kiedy teraz jej słucham, przypomina mi ona o tym, że udało mi się przejść przez to. To są trzy minuty orzeźwiającej nadziei”.
„Smile” jest popowym utworem, który zawiera sampel piosenki zespołu Naughty by Nature „Jamboree”. Kompozycja zaczyna się „skocznym beatem” i „rytmem muzyki dance”, które są wstępem do refrenu, w którym artystka śpiewa o tym jak jest wdzięczna za zmiany na lepsze w jej życiu= .

## Wydanie i promocja
9 lipca piosenkarka ogłosiła wydanie albumu i singla, wraz z możliwością odtworzenia jego części. Pełna wersja utworu pojawiła się następnego dnia, wraz z przedsprzedażą albumu. Singel został wydany w formacie contemporary hit radio w Australii tego samego dnia, a we Włoszech 24 lipca. W Wielkiej Brytanii „Smile” zostało najpierw wydane w formacie adult contemporary, 18 lipca, a 31 lipca singel został tam wydany w formacie contemporary hit radio. 25 sierpnia został wydany remiks utworu stworzony przez Giorgia Morodera, a 2 września zostały wydane remiksy Joela Corry’ego.
Na winylowej edycji albumu Smile, „Smile” zawiera gościnny udział amerykańskiego rapera Diddyego. Ta wersja piosenki wyciekła w maju 2020 roku.
25 lipca, Katy wykonała tę piosenkę podczas wirtualnej edycji festiwalu Tomorrowland.

## Odbiór

### Krytyczny
Zoe Haylock z magazynu „Vulture” nazwała piosenkę „inspirującą”, porównując ją do singla Katy z 2013 – „Roar”. Jason Lipshutz z tygodnika „Billboard” również porównał „Smile” ze wcześniejszego albumu piosenkarki PRISM (2013), tym razem do „Walking on Air” i „Birthday”. W artykule dla „Consequence of Sound”, Wren Graves napisał o pozytywnym przesłaniu piosenki, stwierdzając, że „słowa są pełne ciepła i wdzięczności. Piosenka powoduje, że światełko pojawia się na końcu tunelu”.

### Komercyjny
„Smile” zadebiutowało na 21. miejscu amerykańskiej listy Bubbling Under Hot 100, przez co stało się najgorzej uplasowanym singlem Katy Perry w Stanach. W Wielkiej Brytanii singel zadebiutował na 96. miejscu, a w Szkocji na 22. pozycji. W Polsce, piosenka zadebiutowała na 61. miejscu zestawienia AirPlay – Top, stając się pierwszym notowanym utworem piosenkarki od „Never Really Over”. W piątym tygodniu notowania, piosenka wzrosła do 57. pozycji.

## Teledyski

### Performance Video
14 lipca Katy opublikowała Performance Video dla „Smile”, który został wyreżyserowany przez duet The Squared Division. W wideoklipie, piosenkarka jest przebrana za clowna i występuje pomiędzy ogromnymi clownami. W jednej ze scen również myje zęby ogromnej sztucznej szczęce. Mike Wass z magazynu Idolator określił klip jako „eksplozję kolorów z oklepanymi żarcikami i słodkimi scenami”.

### Oficjalny teledysk
13 sierpnia Katy opublikowała oficjalny teledysk dla „Smile”, który został wyreżyserowany przez Mathew Cullena, który początkowo był dostępny do obejrzenia tylko na Facebooku, lecz następnego dnia już został udostępniony w serwisie YouTube. W teledysku Katy gra w grę wideo na konsoli. A klip kończy się tym, że artystka rozsmarowuje sobie ciasto na twarzy i się uśmiecha. Wraz z wydaniem albumu, Katy opublikowała grę, w którą grała w teledysku, o nazwie „Katy's Quest”.

## Notowania
| Terytorium        | Notowanie              | Pozycja | Źr.    |
| ----------------- | ---------------------- | ------- | ------ |
| Belgia            | Ultratip Flanders      | 12      | [ 32 ] |
| Belgia            | Ultratip Wallonia      | 42      | [ 33 ] |
| Chorwacja         | Airplay Radio Chart    | 22      | [ 34 ] |
| Gwatemala         | Top 20 Anglo           | 9       | [ 35 ] |
| Japonia           | Japan Hot 100          | 77      | [ 36 ] |
| Kanada            | Canada CHR/Top 40      | 47      | [ 37 ] |
| Nowa Zelandia     | Hot Singles Sales      | 10      | [ 38 ] |
| Panama            | Top 20 Anglo           | 15      | [ 39 ] |
| Polska            | AirPlay – Top          | 57      | [ 23 ] |
| Rosja             | Top Week Hits          | 52      | [ 40 ] |
| Stany Zjednoczone | Bubbling Under Hot 100 | 21      | [ 19 ] |
| Stany Zjednoczone | Adult Contemporary     | 25      | [ 41 ] |
| Stany Zjednoczone | Digital Song Sales     | 28      | [ 42 ] |
| Słowacja          | Rádio Top 100          | 70      | [ 43 ] |
| Szkocja           | Scottish Singles Chart | 22      | [ 21 ] |
| Wielka Brytania   | UK Singles Chart       | 87      | [ 20 ] |
| WNP               | Top Radio Hits         | 63      | [ 44 ] |

| Terytorium | Notowanie                   | Pozycja | Źr.    |
| ---------- | --------------------------- | ------- | ------ |
| Paragwaj   | Top 100 de Canciones de SGP | 67      | [ 45 ] |

## Historia wydania
| Obszar          | Data             | Format                                | Wersja                  | Wytwórnia | Źr.    |
| --------------- | ---------------- | ------------------------------------- | ----------------------- | --------- | ------ |
| Cały świat      | 10 lipca 2020    | digital download · media strumieniowe | oryginał                | Capitol   | [ 2 ]  |
| Australia       | 10 lipca 2020    | contemporary hit radio                | oryginał                | EMI       | [ 9 ]  |
| Wielka Brytania | 18 lipca 2020    | adult contemporary                    | oryginał                | Capitol   | [ 11 ] |
| Włochy          | 24 lipca 2020    | contemporary hit radio                | oryginał                | Universal | [ 10 ] |
| Wielka Brytania | 31 lipca 2020    | contemporary hit radio                | oryginał                | Capitol   | [ 46 ] |
| Cały świat      | 25 sierpnia 2020 | digital download · media strumieniowe | remiks Giorgia Morodera | Capitol   | [ 12 ] |
| Cały świat      | 2 września 2020  | digital download · media strumieniowe | remiksy Joela Corry’ego | Capitol   | [ 13 ] |